# Masaaki Kaneko
Masaaki Kaneko (jap. 金子正明 Kaneko Masaaki; ur. 8 lipca 1940 w prefekturze Tochigi) – japoński zapaśnik walczący w stylu wolnym. Złoty medalista olimpijski z Meksyku 1968, w kategorii 63 kg.
Triumfator mistrzostw świata w 1966 i 1967. Mistrz igrzysk azjatyckich w 1966 roku.